# Cao nguyên Trung Siberia

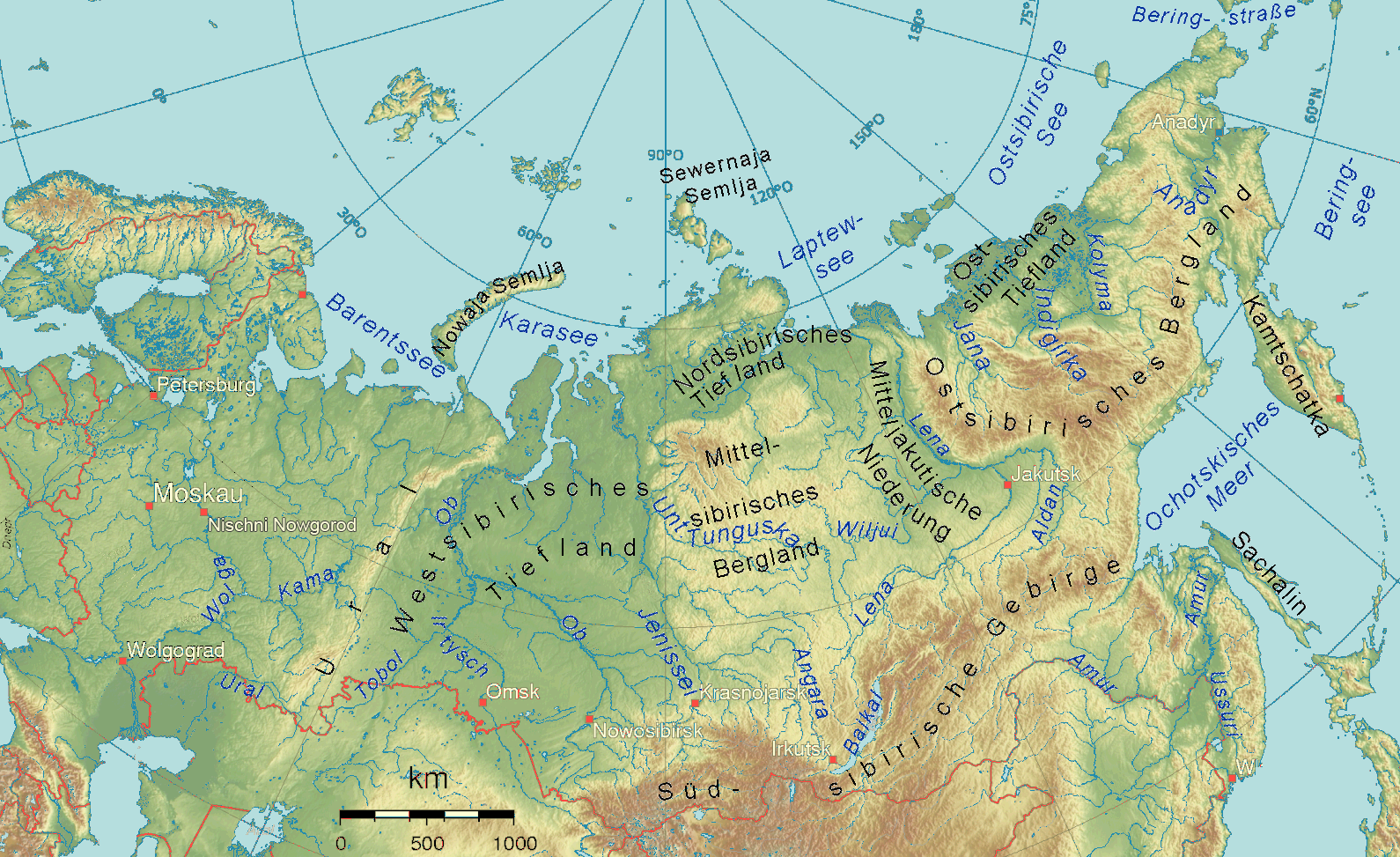
Bản đồ địa hình Nga

Cao nguyên Trung Siberia (tiếng Nga: Среднесиби́рское плоского́рье) vùng đất có độ cao khác nhau giữa hai con sông Enisei và Lena tại Siberia. Cao nguyên có tổng diện tích trên 3,5 triệu km². Đỉnh cao nhất nằm trên dãy núi Putorana với cao độ 1701 m. Phía bắc cao nguyên là dãy núi Putoran trong khi ở phía nam là dãy núi Sayan và Baikal. Ở phía đông cao nguyên là vùng đất thấp của người Yakut. Cao nguyên Trung Sibir chiếm một phần ba diện tích toàn Sibir.
Cao nguyên Trung Sibir có khí hậu lục địa với mùa hè ngắn ấm và mùa đông cực kỳ lạnh giá. Hầu hết diện tích cao nguyên được rừng thông bao phủ (thông rụng lá đặc biệt phong phú). Sông chính của cao nguyên là Nizhnyaya Tunguska. Cao nguyên về mặt địa chất là một phần của Đá Trap Sibir, tài nhiên thiên nhiên tại cao nguyên rất phong phú, gồm có than đá, quặng sắt, vàng, bạch kim, kim cương và khí thiên nhiên. Nga chỉ đứng thứ hai thế giới sau Nam Phi về sản xuất bạch kim, chiếm 30% nguồn cung của thế giới.